# Lepidonotus setosior
Lepidonotus setosior är en ringmaskart som beskrevs av Chamberlin 1919. Lepidonotus setosior ingår i släktet Lepidonotus och familjen Polynoidae. Inga underarter finns listade i Catalogue of Life.